# Westerheim, Oberallgäu
Westerheim är en kommun och ort i Landkreis Unterallgäu i Regierungsbezirk Schwaben i förbundslandet Bayern i Tyskland.
Kommunen ingår i kommunalförbundet Erkheim tillsammans med köpingen Erkheim och kommunerna Kammlach och Lauben.